# Limnophila (Limnophila) lepida lepida
Limnophila (Limnophila) lepida lepida is een ondersoort van de tweevleugelige Limnophila (Limnophila) lepida uit de familie steltmuggen (Limoniidae). De ondersoort komt voor in het Australaziatisch gebied.